# BDZ

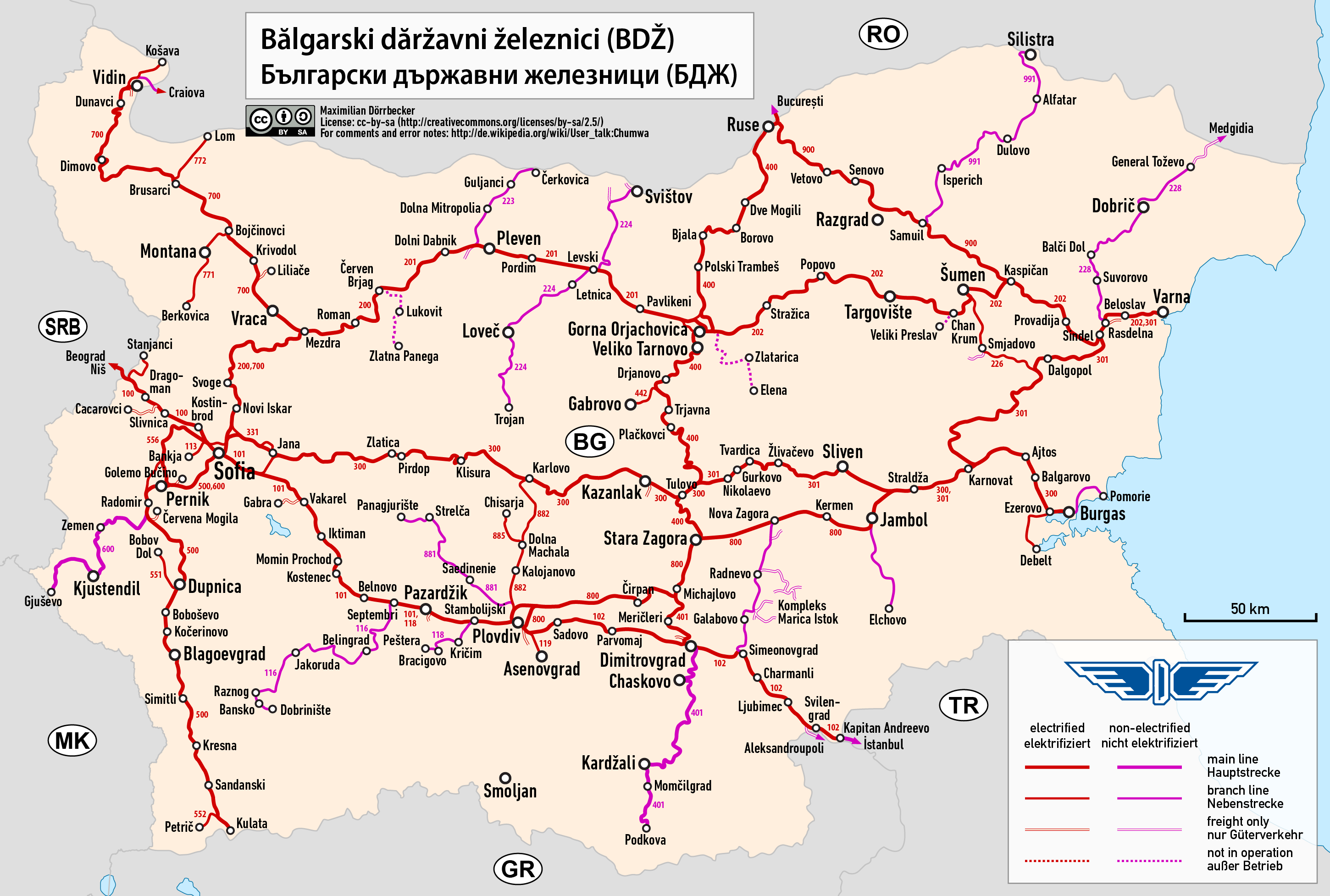
Sieć kolejowa BDŻ

Bułgarskie Koleje Państwowe (BDŻ, bułg. Български държавни железници, БДЖ) – dawny państwowy przewoźnik kolejowy w Bułgarii. Przedsiębiorstwo zarządzało 4294 km linii kolejowych.